# 志知村
志知村（しちむら）は、兵庫県三原郡にあった村。現在の南あわじ市志知各町にあたる。

## 地理
- 河川：大日川、山路川、新川

## 歴史
- 1889年（明治22年）4月1日 - 町村制の施行により、志知村・片田村・高島村・河内村の区域をもって発足。
- 1957年（昭和32年）7月1日 - 松帆村・湊町・津井村・阿那賀村・伊加利村と合併して西淡町が発足。同日志知村廃止。
- 1957年（昭和32年）10月1日 - 西淡町のうち旧村域の一部（大字志知のうち字佐礼尾・松本・難波・中島）が三原町に編入。

## 交通

### 道路
現在は旧村域に神戸淡路鳴門自動車道の志知バスストップが所在するが、当時は未開通。